# Судзуки, Минору
Минору Судзуки (яп. 鈴木 実, род. 17 июня 1968, Иокогама) — японский рестлер и мастер смешанных единоборств, в настоящее время работает в New Japan Pro-Wrestling (NJPW). В NJPW Судзуки дважды владел интерконтинентальным чемпионом IWGP, а также был чемпионом NEVER в открытом весе.
Судзуки был соучредителем Pancrase, одной из первых в мире организаций смешанных боевых искусств. В 1990-е годы он считался одним из лучших бойцов в мире и был вторым чемпионом мира King of Pancrase. Судзуки вернулся к регулярному пурорэсу в 2003 году, став многолетним главным претендентом на все основные японские чемпионства в тяжелом весе. Он также известен по выступлениям в All Japan Pro Wrestling (AJPW), где он является двукратным чемпионом Тройной короны в тяжёлом весе, и Pro Wrestling Noah, где он бывший чемпион GHC в тяжёлом весе и бывший командный чемпион GHC вместе с Наомити Маруфудзи.
Пионер смешанных единоборств, Судзуки хорошо известен своими высокими достижениями в вольной борьбе и в грэпплинге, и неоднократно получал похвалы от таких элитных бойцов, как Джош Барнетт, Бас Рюттен и Кен Шемрок, за его выдающиеся навыки.

## Ранняя жизнь
Судзуки тренировался борьбе со средней школы, отчасти под влиянием Антонио Иноки и других рестлеров, отчасти для улучшения собственного физического состояния. Он выиграл чемпионат по борьбе в префектуре Канагава, а также занял второе место по всей стране. Он также занимался кэндо. Будучи борцом, Судзуки впервые встретил будущего соперника по рестлингу Юдзи Нагату. В 1986 году, когда они оба были старшеклассниками, Судзуки победил Нагату сначала на турнире средней школы в Токио, а затем на отборочных соревнованиях в Японии.

## Титулы и достижения

### Рестлинг
- All Japan Pro Wrestling
  - All Asia Tag Team Championship (1 раз) – с Носавой Ронгай[3][4]
  - Чемпион Тройной короны в тяжёлом весе (2 раза)[5]
  - Командный чемпион мира (1 раз) – с Тайо Кеа[6]
  - All Asia Tag Team Championship Tournament (2009)[7]
  - Champion Carnival (2009, 2010)[8][9]
  - Kokomi Sakura Cup (2010)[10]
- New Japan Pro-Wrestling
  - Интерконтинентальный чемпион IWGP (1 раз)[11]
  - Командный чемпион IWGP (1 раз) – с Ёсихиро Такаяма[12]
  - Чемпион NEVER в открытом весе (2 раза)[13]
  - G1 Tag League (2011) – с Лэнсом Арчером[14]
- Nikkan Sports
  - Награда за лучший матч года (2010) vs. Масакацу Фунаки 21 марта[15]
  - Награда за выдающиеся достижения (2011)[16]
  - Награда за боевой дух (2006)[17]
  - Награда за технику (2004, 2005)[18][19]
- Pro Wrestling Illustrated
  - № 14 в топ 500 рестлеров в рейтинге PWI 500 в 2007[20]
- Pro Wrestling Noah
  - Чемпион GHC в тяжёлом весе (1 раз)[21]
  - Командный чемпион GHC (1 раз) – с Наомити Маруфудзи[22]
  - Global League (2016)[23]
- Revolution Pro Wrestling
  - Чемпион Британии в тяжёлом весе (1 раз)[24]
  - Неоспоримый командный чемпион Британии (1 раз) — с Заком Сейбром-младшим[25]
- Ring of Honor
  - Телевизионный чемпион мира ROH (1 раз)
- Tokyo Sports
  - Награда лучшей команде (2004) с Ёсихиро Такаяма[26]
  - Награда лучшей команде (2008) с Тайо Кеа[26]
  - Награда MVP (2006)[26]
  - Награда за выдающиеся достижения (2015)
  - Награда за технику (2004)[26]
- Wrestling Observer Newsletter
  - Матч года (2012) vs. Хироси Танахаси 8 октября[27]
  - Матч года (2014) vs. Эй Джей Стайлза 1 августа[28]
  - Зал славы Wrestling Observer Newsletter (2017)[29]

### Смешанные боевые искусства
- Pancrase
  - King of Pancrase Openweight Championship (1 раз)[3]